# Сочевиця звичайна
Сочевиця звичайна (Lens culinaris) — однорічна рослина роду сочевиця родини бобових, що вирощується заради насіння.

## Опис

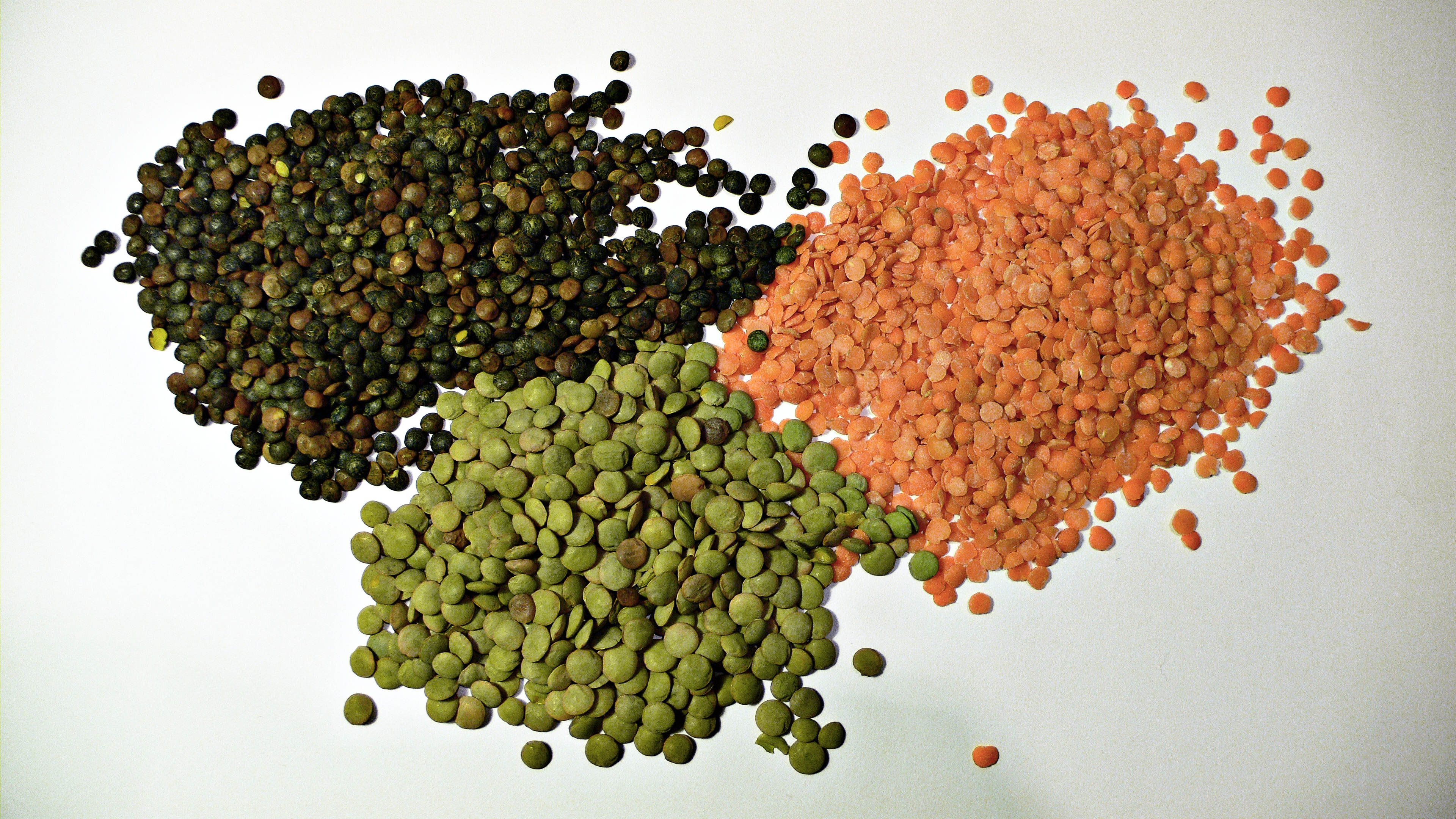
3 види насіння сочевиці

Рослина сягає до 60 см (здебільшого 40 см) заввишки, насіння росте в стручках, зазвичай з двома насінинами в кожному. Корінь стрижневий, розгалужений. Стебло прямовисне, гіллясте, чотиригранне. Листя складне, з 2–8 парами листочків із маленькими вусиками. Квіти дрібні, рожеві, білі, фіолетово-сині, зібрані в суцвіття. Плід — біб, двостулковий, з одним гніздом, сплющений. Насіння пласке, лінзоподібне, забарвлення від жовтого до чорного (в культурі переважають сорти зеленого, червоного, та коричневого забарвлення).

## Вирощування
Сочевицю вирощують на легких суглинках, чорноземах, супісках.
Сочевиця — світлолюбна рослина, тому її доцільно висаджувати на південних схилах. Гарними попередниками для неї є кукурудза та картопля. Основний обробіток ґрунту полягає в лущенні та зяблевій оранці. Навесні поле боронують та здійснюють культивацію. Під основний обробіток можна додати суперфосфат (6–10 г на 1 м²). Кислий ґрунт варто провапнувати. Сочевицю можна сіяти у ранні строки, при температурі ґрунту +5–6 °C. Невеликих заморозків вона не боїться. Сіють суцільними рядами та закотковують. Як зійшло, боронують. Врожай збирають у кілька прийомів, оскільки дозрівання відбувається нерівномірно.

## Харчова цінність
Насіння сочевиці містить до 3 % жирів, 35 % білків та 4,5 % мінеральних речовин. У складі є також вітаміни групи В. Культура також вважається цінним кормом для худоби, на корм ідуть зерно, м'якина, солома й зелена маса. Сіно за цінністю не поступається сіну з конюшини.

## Шкідники
- Довгоносик бульбочковий сірий щетинистий
- Довгоносик бульбочковий смугастий